# Manga Archlord
 (octobre 2012).
Si vous disposez d'ouvrages ou d'articles de référence ou si vous connaissez des sites web de qualité traitant du thème abordé ici, merci de compléter l'article en donnant les références utiles à sa vérifiabilité et en les liant à la section « Notes et références ».
Manga Archlord est une bande dessinée japonaise inspirée du MMORPG Archlord.

## Résumé
Dulan, an 501. Une énorme bataille éclate entre les humains et les orcs. D'abord victorieux, les orcs reculent devant la puissance d'un guerrier qui manie l'épée de Brumhart, et sont finalement défaits. Ce guerrier se nomme Nathan Manas et est le possesseur d'un Archon, un objet d'une puissance fantastique. Il est trahi par son second, Ernan, mais parvient à sceller les pouvoirs de l'épée avant que son ennemi ne s'en empare et à remettre son fils à maître Kenneth, un vieil homme vivant seul dans une forêt. 
Le gros de l'histoire se déroule 16 ans plus tard. L'épée de Brumhart est toujours scellée, et une nouvelle bataille menace d'éclater à tout moment entre les orcs et les humains.

## Description

### Les Archons
Ils sont au nombre de cinq et représentent chacun un élément : l'épée de Brumhart (feu), Volphyr (vent), Evangarda (eau), Gaiahon (terre) et Kralerion (magie). Ce sont des objets d'une puissance phénoménale, créés par le plus puissant des guerriers. Celui qui parvient à les réunir devient l'Archlord, l'égal d'un dieu.
Les archons sont disséminés un peu partout dans le monde de Chantra. Au moment de l'histoire du manga, chacun d'eux a un maître d'une race différente. On ne connait pas vraiment l'étendue de leurs pouvoirs. Kralerion semble être le plus puissant des cinq. Léon Manas, lors de la guerre, détruit à lui seul l'armée orc sans que Karriur, leur maître, ne s'y oppose. Karriur étant également un possesseur d'archon à ce moment de l'histoire, on peut se demander si Brumhart est plus puissant que Gaiahon.
Actuellement, les archons sont en possession de : Zian Manas (Brumhart), Gracia (Evangarda), Ugdrazil (Gaiahon) et Di Kain (Volphyr). Les archons disparaissent à l'issue du combat entre Ugdrazil et Zian, mais leur quête continue...

### Chantra
Chantra est le nom donné au monde du manga et du jeu vidéo. Il se compose de différents peuples : humains, orcs, elfes, elfes de la lune, etc.
Les humains et les orcs se combattent depuis de nombreuses années. La raison principale est que le chef des orcs, Karriur, tente de s'emparer de Brumhart. Il déclenche pour cela de nombreuses batailles. Cependant, une ville reste en dehors de la guerre : Elka. C'est une ville pour laquelle toutes les races ont uni leur savoir, et la guerre y est interdite. Les humains et les orcs s'interdisent de s'y battre (surtout parce que les combattants sont punis de mort).
Les elfes de la lune, autrefois maîtres des terres du nord, sont à présent confinés dans les terres de l'ouest. Les royaumes humains et orcs sont les plus importants de tout le monde de Chantra. Les humains sont parvenus, sans doute grâce à l'aide de Brumhart, à repousser les Dragonians dans les montagnes.
On retrouve dans le manga des lieux présents dans le jeu vidéo, telle la ville de Delfaras. Les monstres sont presque tous issus des monstres du jeu : on retrouvera ainsi les goules, les lizardmen, les lycanthos etc.

### Siriphus
Siriphus est le plus grand sorcier que le monde de Chantra ait jamais abrité. Tout d'abord attristé par le sort des elfes de la lune, il se désintéresse cependant bien vite de leur sort et se consacre à la quête des Archons. Il devient alors un être maléfique, totalement obsédé par les objets magiques et prêt à tout pour les obtenir. Il est le possesseur de Kralerion, l'archon de magie et aussi le plus puissant des cinq objets.
Avant l'histoire du manga, Siriphus tente de s'approprier les cinq Archons en défiant les possesseurs en duel. Sûr de ses pouvoirs, il les défie tous en même temps. Il est alors vaincu par Gracia, une elfe de la lune, ses pouvoirs sont scellés et son Archon caché.
Au moment du manga, il est ramené à la vie et entre dans le corps d'Ernan Manas. Il parvient à vaincre le possesseur de Gaiahon sans difficulté, bien qu'il n'ait pas encore Kralerion entre les mains. Au cours du combat, trois Archons répondent à son appel : Brumhart, alors maniée par Zian Manas, Gaiahon, que Ugdrazil a récupéré sur le cadavre de son maître, et Evangarda, que Gracia possède depuis le début. S'ensuit un combat inégal, au cours duquel Siriphus parvient à vaincre ses adversaires à l'aide de ses serviteurs monstrueux. Au dernier moment, toutefois, Ernan parvient à le faire sortir de son corps. Siriphus avait sous-estimé la volonté du chevalier.
Privé de corps, Siriphus devient une âme tourmentée à la merci de Gracia. En désespoir de cause, il tente de s'emparer du corps d'Aerin, la descendante de Spithat (le créateur des Archons). Gracia tue Aerin d'une flèche dans le cœur, et détruit ainsi Siriphus pour toujours. Sa mort marque cependant un tournant dans l'histoire du manga et conduit à la première scène cinématique du jeu vidéo Archlord : une bataille entre les humains et les orcs.
Siriphus dispose d'un moyen étonnant pour avoir des serviteurs : avant sa disparition, il avait fait distribuer des graines dans le monde de Chantra. Ces graines ont le don de guérir, voire de ressusciter les morts lorsqu'elles sont introduites dans le corps d'une personne. Cependant, lorsque Siriphus regagne ses pouvoirs, les graines déclenchent un pouvoir caché : les personnes contaminées deviennent des monstres au service de Siriphus.
On peut peut-être reprocher aux scénaristes d'avoir fait Siriphus trop puissant. En effet, un possesseur d'un seul Archon est en mesure de détruire une armée entière. Siriphus, même blessé et sans le Kralerion, est en mesure de vaincre l'un d'entre eux et potentiellement immortel. De plus, lorsqu'il parvient à récupérer son Archon, il devient aussi fort que les quatre possesseurs réunis, voire plus fort. On peut alors se demander en quoi sa quête des Archons est utile dans le sens où il est déjà l'égal d'un dieu et n'a nullement besoin des Archons.

## Personnages principaux

### Zian Manas
Fils de Léon Manas, et descendant de Nathan Manas, Zian est un jeune homme paresseux et fuyant. Au début du manga, la grande ambition de sa vie semble être de passer une petite existence tranquille dans la forêt avec son maître. Il sait un peu manier l'épée.
Au fur et à mesure de l'histoire, Zian prend conscience de son manque de puissance, notamment lorsque Kenneth se fait tuer. Il tente alors de devenir plus fort afin de ne plus dépendre de ses amis.
Sa vie change lorsqu'il entre en possession de l'épée de Brumhart. Il devient alors bien plus puissant et sûr de lui, parfois dédaigneux envers ses compagnons. Il tente cependant tout ce qui est en son pouvoir pour leur venir en aide.
Dans le dernier chapitre du manga, il fait face à son ami d'enfance, Ugdrazil, à la tête de l'armée humaine.
Zian apprend progressivement à utiliser des techniques de combat comme le dual slash, le linear blow" et le triple slash (techniques de knight dans le jeu vidéo). Munis de l'épée de Brumhart, Zian défait à lui seul l'armée orc dans le dernier chapitre du manga avant de se retrouver devant son vieil ami, Ugdrazil. 
Lorsque son maître se fait tuer, lorsqu'un gobelin détruit la demeure de son maître ou même lorsqu'il ne peut pas sauver un vieil homme durant l'épisode des hommes lézards, Zian montre une facette cachée de lui-même : la rage explose en lui et décuple sa puissance. Il devient alors extrêmement violent, incontrôlable et certainement invincible, bien différent du jeune homme enjoué et paresseux qu'il est la plupart du temps. Son ami Ugdrazil, bien que plus fort que Zian tout au long du manga, avoue avoir peur de lui depuis leur première rencontre.
Comme son père au début de l'histoire, Zian libère les pouvoirs de Brumhart en hurlant : « Par la volonté des archons, à moi l'ultime pouvoir! ».
Zian peut représenter la classe knight du jeu vidéo.

### Ugdrazil
Ugdrazil est un semi-orc. Il a vu sa mère se faire tuer par des chevaliers. Il est le disciple du seigneur Karriuhr, le chef du peuple orc, et a suivi une formation auprès de maître Kenneth. Au début et tout au long du manga, il est plus fort que Zian, excepté le dernier chapitre. Il utilise la magie pour se battre. Il tombe amoureux d'Aerin, qui finit par le considérer comme un véritable partenaire. Lors du combat contre Siriphus, il récupère Gaiahon sur le cadavre de son maître afin d'aider Zian à vaincre le sorcier. Il ne pourra cependant pas empêcher Gracia de tuer Aerin. Il jure alors de devenir archlord par tous les moyens.
Dans le dernier chapitre, il fait face à Zian à la tête de l'armée orc dans le but de s'emparer de Brumhart.
Ugdrazil utilise des sorts de feu et de vent. Gaiahon le reconnaît comme son maître à la mort de son précédent propriétaire. Ugdrazil devient alors capable d'utiliser de la puissante magie, bien supérieure à celle qu'il parvenait à lancer. Son archon lui permet de survivre lors de l'attaque absolue de Zian et de son épée de Brumhart. Une fresque murale représente les deux héros lors de cette ultime bataille. Le vainqueur est inconnu.
Ugdrazil utilise des sorts du sorcier tels que flame core, blaze wall ou encore hell typhoon. Son maître utilise le pulling mana (transformer les dégâts physiques en énergie) et le "testament" (sacrifier sa vie pour augmenter temporairement sa puissance).
Ugdrazil peut représenter la classe sorcerer du jeu vidéo.

### Aerin
Jeune fille enjouée et plutôt maladroite, elle vient chercher de l'aide auprès de maître Kenneth. Elle est souvent en désaccord avec Zian, qu'elle trouve immature, et ne peut pas supporter Ugdrazil, les humains étant en guerre contre les orcs. Toutefois, au cours de l'histoire, leurs relations s'arrangent nettement. Aerin utilise la magie pour se battre, et sa puissance croît au cours de l'histoire. Elle se fait tuer par Gracia lors du combat contre Siriphus, lorsque celui-ci tente de s'emparer de son corps. Descendante de Spithad, Siriphus pensait devenir invincible en s'emparant d'elle.
Anecdote amusante : contrairement aux autres personnages principaux, elle ne mange pas une seule fois de toute l'histoire. Zian le lui fait d'ailleurs remarquer. Aerin utilise des boules de feu, le mur de feu, le vital conversion (transformer la mana en vie), etc.
Aerin peut représenter la classe mage du jeu vidéo.

### Nael
Elfe de la lune qui ressemble à un chaton, elle semble être aussi immature que Zian. Au début, elle aide les complices d'Ernan, mais se range du côté de Zian en pleine bataille. Personnage énigmatique, on ne comprend la raison que plus tard : elle savait que Zian entrerait en possession de Brumhart et devait l'amener au combat contre Siriphus. Elle est une amie de Gracia. Lorsqu'elle se bat, elle utilise des invocations, et se révèle bien plus forte que Aerin. On la revoit des années plus tard en train d'aider un groupe de jeunes aventuriers.
Nael n'a absolument aucune pudeur, car « elle déteste se compliquer la vie ». Nael peut invoquer Tuuga, un élémentaire de feu (bas niveau dans le jeu vidéo) et Gradion, élémentaire de terre (niveau 20 dans le jeu vidéo). Plus tard, elle trouve une arme en forme de cercle (présente dans le jeu vidéo, cette arme appelée Chakram est l'arme par défaut des élémentalistes).
Nael peut représenter la classe elementalist du jeu vidéo.

### Gracia
Elfe de la lune, plus âgée et puissante que Nael, elle possède Evangarda, l'archon en forme d'arc. Sa plus grande particularité est sa capacité de téléportation. C'est elle qui parvient à sceller les pouvoirs de Siriphus lors du premier affrontement entre le sorcier et les élus. Gracia semble privilégier le bien de tous, quitte à sacrifier des vies. Lors du dernier combat, elle tue Aerin en disant à Ugdrazil qui tente de s'interposer : « Il en va de la survie de tous les peuples de chantra. En comparaison, sa mort n'est qu'un tout petit sacrifice ». Elle disparait à la suite du combat contre Siriphus.
Gracia utilise une panoplie de coups du jeu vidéo, comme la capacité de téléportation, le « multi-strike » (plusieurs flèches en même temps) ou encore le piège des arcanes.
Gracia peut représenter la classe ranger du jeu vidéo.

### Ernan Manas
Ernan est au début du manga le second de Léon Manas, le père de Zian. Il est présent lors de la première bataille. Il tente de s'emparer de Brumhart et tue pour cela Léon sans aucune pitié, et ordonne la mort de Zian (Brumhart ne peut obéir qu'à un descendant de Nathan Manas, sauf s'il n'y a aucun descendant vivant). devant l'échec de ses subordonnés, il tente de prendre le contrôle de l'épée par ses propres moyens, mais est grièvement blessé lors de sa tentative. Il décide alors de prendre le Kralerion afin de pouvoir vaincre le possesseur de Brumhart. Ernan est brièvement possédé par Siriphus, et sa volonté inflexible parvient à avoir raison du sorcier.
L'une des raisons de la trahison d'Ernan est la femme de Léon, dont il est secrètement amoureux. La jeune femme tombe cependant dans la folie à la mort de son mari et la disparition de son fils. Ernan n'obtient jamais son amour. Comble de l'ironie, c'est lui qui la tue lors du combat contre Siriphus. Il se fait décapiter par Zian.
À la suite de sa tentative de contrôler Brumhart, Ernan perd un bras. Il se le fait remplacer par un parasite polymorphe. Lorsque Siriphus prend le contrôle de son corps, Zian parvient à le couper en morceaux, mais le sorcier maléfique se reforme. On peut se demander si la capacité de se reformer vient de l'amibe greffée à Ernan ou d'un pouvoir particulier de Siriphus.
L'équipe d'Ernan
L'équipe d'Ernan se compose de guerriers redoutables que ce dernier envoie faire le travail à sa place. Le poste d'Ernan comme Chef de la chevalerie lui vient en partie des exploits de ses guerriers. Envoyés par Ernan tuer le descendant des Manas encore en vie, ils tombent sur le groupe de Zian totalement par hasard, et ne les auraient probablement pas reconnu si maître Kenneth ne les avait pas rejoints.

### Scare
Homme brutal et sanguinaire, son nom vient des cicatrices que lui a causé une gargouille lors d'un combat. C'est un guerrier, utilisant deux grosses haches et préférant la force brute à l'intelligence. Il est capable de s'immuniser contre la magie (présente dans le jeu vidéo, cette capacité se contente d'augmenter la résistance du personnage aux sorts), et peut facilement vaincre Aerin et Ugdrazil réunis.
Il se fait tuer par l'assassin d'Ernan.
Bien qu'humain, il peut représenter la classe berserker du jeu vidéo.

### Tarlone
Au premier abord, Tarlone est un homme grand et mince qui se bat avec des gantelets en forme de lions. En réalité, il s'agit d'un Dragonian (humanoïde dragon-humain, également présent dans le jeu sous le nom de DragonScion) infiltré dont la mission est de retrouver Brumhart. Il est le meurtrier de maître Kenneth.
Non-humain, il peut matérialiser l'énergie qui circule dans son corps pour en faire des lions. Il utilise aussi une technique de démultiplication de ses poings. De plus, son cœur n'est pas situé au même endroit que celui des humains, ce qui coûtera la vie à maître Kenneth. Lorsqu'il reprend sa véritable apparence, il est doté d'une carapace plus dure que l'acier et de grandes ailes, son corps se couvre d'écailles, une queue lui pousse.
Il se fait tuer par Zian, qui utilise la technique du dual slash (coup présent dans le jeu vidéo).

### L'assassin
On ne connait pas son nom. C'est lui qui était chargé de tuer Zian lorsque celui-ci n'était qu'un bébé. Il s'est alors fait battre par maître Kenneth et a perdu un œil. Il préfère l'intelligence à la force, et est nettement supérieur à Scare qu'il méprise. Lorsqu'il se bat, il utilise des couteaux et autres dagues.
Il est laissé par Zian, grièvement blessé, dans une forêt pleine de lycanthropes.
Bien qu'humain, il peut représenter la classe swashbuckler du jeu vidéo.

### Bishnel
Jeune femme à la poitrine imposante, Bishnel apparaît pour la première fois lorsqu'elle sauve Ernan de la mort. Il s'agit en réalité de Gracia déguisée. Bishnel est capable d'apprivoiser une wyvern. Cette capacité vient du fait que, étant la représentation des ranger de archlord, elle a la possibilité de contrôler les monstres.

## Personnages secondaires

### Cérion
Prince de Dulan, la capitale humaine, Cérion est un archer hors pair. Il fait surveiller Ernan par ses gardes du corps et n'a absolument aucune confiance en Ernan. Il se fait battre facilement par Siriphus. Il a été l'amant d'Aerin, et lui fait confiance lorsqu'elle lui révèle l'existence des Archons.
Cérion peut représenter la classe archer du jeu vidéo.

### Galyana
Orc féminine, elle est douée d'un caractère épouvantable. Elle a été la compagne d'Ugdrazil. Elle se fait tuer par Siriphus, et sa mort est l'une des raisons qui poussent Ugdrazil a tenter de devenir Archlord. Elle utilise une arbalète.
Galyana peut représenter la classe hunter du jeu vidéo.